# Мехлу Вардапет
Мехлу́ Вардапе́т (арм. Մեխլու վարդապետ; удин. Мехлугъ ВардапӀетӀ), также известный в мусульманских источниках как Мехлу́ Баба́ (азерб. Mıxlı Baba, конец XVI века, Гянджа — около 1640, Диярбакыр) — религиозный деятель и проповедник начала XVII века, возглавивший движение за реформу Армянской апостольской церкви. Удин по происхождению, он бросил вызов церковной и монашеской элите, выступая за возврат к евангельской простоте, перераспределение монастырских земель и искоренение коррупции. Его деятельность, которую церковные иерархи считали еретической, достигла пика в 1614—1618 годах, получив поддержку среди сельских общин, маргинализированных слоёв населения и части купечества Новой Джульфы.

## Ранние годы и начало реформаторской деятельности
Настоящее имя и точная дата рождения Мехлу неизвестны. Согласно хронисту Закарии Канакерци, он родился в Гяндже в удинской семье. Источники описывают его как человека малого роста, с голубыми глубоко посаженными глазами, длинным острым носом и рябым лицом. Получив образование в духовной школе Гандзасарского монастыря при Католикосате Агванка, он изучал псалмодирование и церковную музыку и был рукоположен в архидиаконы.
Его призывы к реформам и критика обогащения духовенства привели к острому конфликту с церковной иерархией. В результате он был лишён сана, однако не прекратил свою деятельность, а, наоборот, начал проповедовать с ещё большим усердием. Вернувшись в Гянджу, он, согласно Закарии Канакерци, заручился поддержкой местного правителя Дауд-хана, который приказал католикосу восстановить Мехлу в правах и выдать ему официальное разрешение на ведение проповедей.

## Учение о реформе Церкви
Несмотря на лишение сана, Мехлу провозгласил себя вардапетом (учителем), считая своё призвание выше формальной церковной иерархии. Он принял аскетичный облик, нося плащ из козьей шерсти, скреплённый двумя гвоздями, отчего и получил прозвище Мехлу (от перс. میخ‎ + аффикс тюркского происхождения -лу).
Вместо создания отдельной церкви, Мехлу стремился к внутреннему очищению и преобразованию существующей. Вокруг него сплотилось реформаторское движение, насчитывавшее до 500 сторонников, включая 12 ближайших сподвижников. Свои взгляды он изложил в «Книге собраний» («Ժողովածու Գիրք»). Основные положения его учения были направлены на реформу церкви:
- Критика монашества: Отрицал духовный авторитет безбрачных монахов, считая их оторванными от народа и обвинёнными в стяжательстве. Утверждал, что только женатые священники, живущие среди паствы, могут полноценно исполнять свой долг.
- Борьба с феодализмом: Требовал отказа от монастырского землевладения и передачи земель крестьянским общинам.
- Возврат к евангельским идеалам: Призывал к общинной собственности, моральной чистоте и осуждал богатство и роскошь высшего духовенства, демонстративно отказываясь от любых подношений.

Его противники в церковных кругах обвиняли его в отходе от ключевых догматов, в частности, в отрицании доктрины Боговоплощения. Однако его проповедь была сосредоточена в первую очередь на социальных и нравственных аспектах церковной жизни.
Движение получило поддержку купцов из Новой Джульфы, которые, по свидетельству хрониста Григора Даранагци, добились для Мехлу фирманов от шаха Аббаса I, дававших ему право обличать злоупотребления духовенства по всей территории государства Сефевидов. Церковные иерархи, в свою очередь, обвиняли его в нападениях на монастыри и захвате имущества.
В сочинениях его оппонентов, таких как Закария Канакерци, содержатся описания радикальных и шокирующих практик, приписываемых Мехлу. Например, история о том, как он якобы повелел своему последователю совершить убийство монаха для ритуального отпущения грехов. Подобные обвинения часто использовались в средневековой полемике для дискредитации идейных противников, как это было ранее с тондракийцами.

## Конфликт с властями и изгнание
В 1618 году Мехлу с последователями прибыл в Эривань, стремясь заручиться поддержкой беглербега Амиргуна-хана. Однако местное духовенство представило его властям как опасного бунтаря и «лжехриста». Амиргуна-хан, опасаясь народных волнений, приказал арестовать Мехлу. Его приговорили к смерти, но по заступничеству местного священника казнь заменили на изгнание с условием никогда не возвращаться на сефевидские территории.
Под конвоем Мехлу был выслан в Османскую империю. Он побывал в Эрзуруме, Иерусалиме, где также столкнулся с враждебностью высшего духовенства, Алеппо и, наконец, Диярбакыре, где его следы теряются. Предположительно, он умер около 1640 года.

## Наследие
- Его движение сравнивали с тондракийцами и утверждали, что на него повлиял дуализм.[8] В армянских церковных нарративах Мехлу изображается как безумный, одержимый демонами еретик, разрушивший церковный порядок, преследовавший духовенство и разжигавший хаос под ложной мессианской личиной. Его насилие и дерзость представлены как угрозы духовной и общинной стабильности.

- Советская историография полностью реабилитировала Мехлу, представляя его как лидера антифеодального крестьянского восстания и борца за социальную справедливость. В Армянской и Азербайджанской советских энциклопедиях его деятельность описывается как прогрессивное народное движение, подавленное реакционным союзом духовенства и сефевидских властей[9][10].